# Apostolat
Le terme apostolat fait référence à la fonction des apôtres et donc aussi à la Grande Mission de l'Église qui consiste à propager la foi chrétienne par la prédication ; il constitue l'objet même de l'Église catholique. Le terme apostolat laïc, également connu sous le nom d'apostolat, courant dans l' Église catholique, fait généralement référence au domaine de la charité active et de la prédication.
Les laïcs accomplissent la mission première et primordiale de l'Église lorsqu'ils vivent entièrement du et dans le mystère pascal dans les trois domaines de l'apostolat : l'intériorité personnelle dans la foi, l'amour, l'espérance ; le chrétien intervient aussi dans sa famille chrétienne, qui représente une « petite église » et participe à la vie publique de l'église ; enfin, le laïc peut participer à l'annonce de la foi, au culte de Dieu et à la charité au service des autres.

## Définition
On nomme apostolat — du latin apostolatus, XVe siècle, du grec apostellô, « envoyé ou chargé de mission » — le ministère d'un apôtre et, par extension, la propagation de la foi, d'où la prédication.
Dans les Églises multitudinistes, cet apostolat s'exerce le plus souvent à l'intérieur ou aux marges de l'Église. Le mot est alors seulement un synonyme de ministère.
Là où la préoccupation de l'évangélisation hors les murs est présente, c'est un ministère spécifique, qui peut être exercé professionnellement ou non, par une personne consacrée ou non, mais toujours envoyée par son Église.
Au XIXe siècle, le terme « apostolat » prend une acceptation plus large en s'appliquant à un mouvement spirituel et à l'action des laïcs, avec le soutien des différents papes. L'Église catholique au cours du XXe siècle considère que l'apostolat est l'affaire de tous les baptisés : l'apostolat des laïcs est promu notamment au concile Vatican II.
En un sens dérivé, on parle d'apostolat pour tout essai de défendre ou diffuser une idée qui tient beaucoup à cœur. D'aucuns parlent alors, souvent négativement, de prosélytisme.

### Apostolat laïc
L'apostolat laïc est composé de laïcs, ni religieux consacrés ni dans les ordres sacrés, qui exercent un ministère au sein de l' Église catholique. Les organisations d’apostolat laïc opèrent sous la supervision générale des pasteurs et des évêques, mais ne sont pas nécessairement dirigés par eux.
Les laïcs peuvent exercer un apostolat fructueux par leur conduite dans leur travail, leur profession, leurs études, dans leur quartier et dans la vie sociale. Selon le décret Vatican II sur l'apostolat des laïcs, ils chercheront également des occasions d'annoncer le Christ à leurs voisins par la parole (AA 13).

## Historique

### Du christianisme primitif à l'époque moderne

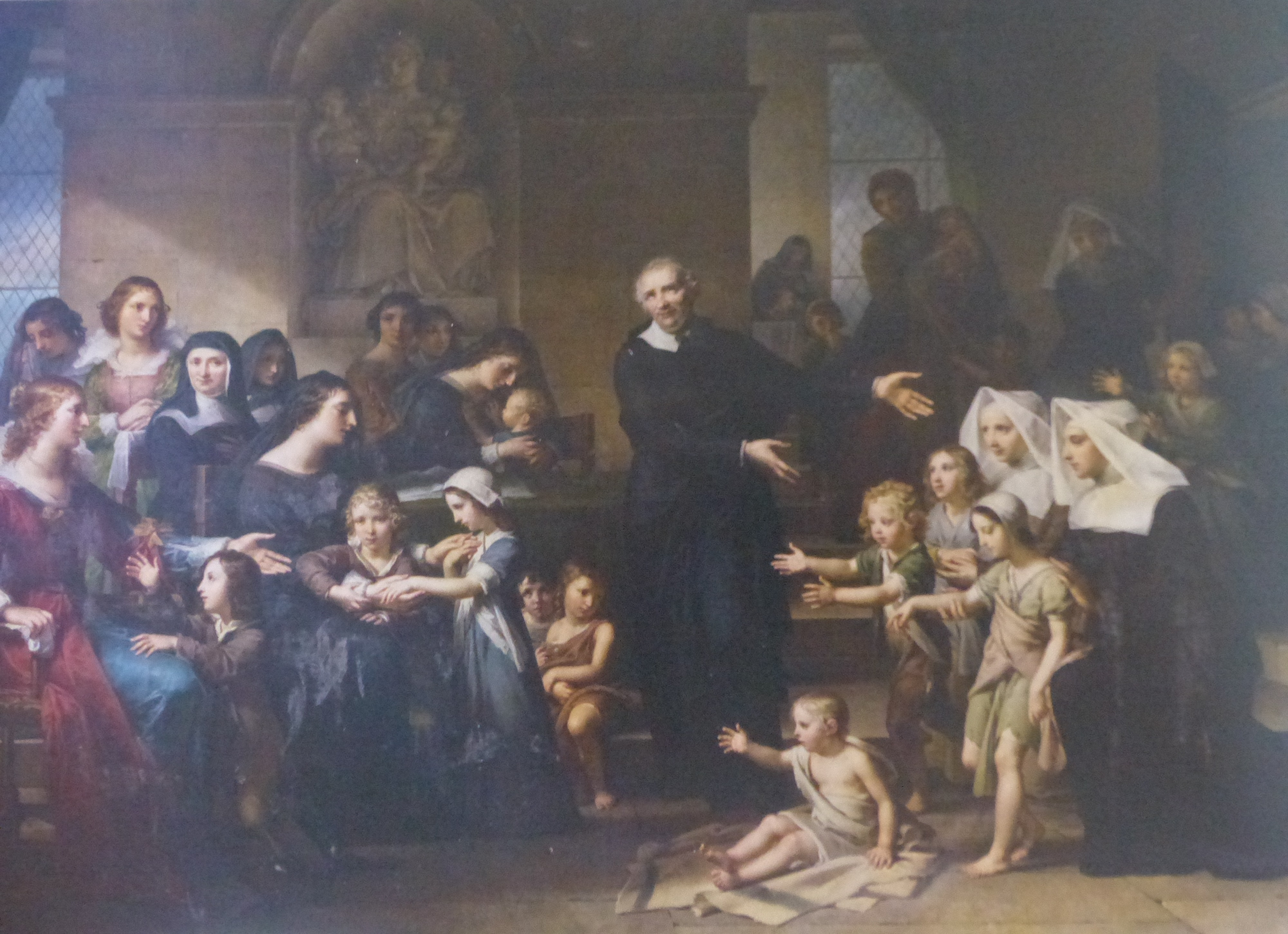
Charles Meynier, Saint Vincent de Paul prêchant la charité aux dames de la cour de Louis XIII, Primatiale Saint-Jean de Lyon.

Déjà dans le Christianisme primitif, les apôtres et les croyants travaillent à suivre l'exemple de Jésus-Christ en faisant montre de charité envers les pauvres, les malades, les enfants et les personnes âgées, ainsi qu'envers les morts.
Au début de l’époque moderne, face aux nombreux changements survenus dans l’Église et dans la société, de nouveaux modes de vie apostoliques apparaissent. Originaires de France, dans la première moitié du XVIIe siècle, Vincent de Paul et Louise de Marillac fondent la Congrégation de la Mission et les Filles de la charité de saint Vincent de Paul. Avec le développement et la consolidation institutionnelle des institutions caritatives telles que les hôpitaux et les écoles, la conscience de la mission apostolique de tous les chrétiens passe au second plan. Bien que les laïcs soient impliqués dans le travail caritatif et apostolique de l'Église par le biais de leur appartenance à des confréries et des guildes, leur engagement bénévole progressivement diminue.
Au XIXe siècle, le travail apostolique se généralise encore davantage parmi les laïcs. Le siècle est marqué par un renouveau spirituel qui se traduit par de nombreuses vocations sacerdotales et religieuses qui partent, notamment en France, à la reconquête des âmes. Vincent Pallotti distingue différentes formes d'apostolat : expansion de la foi, renouvellement de la foi, œuvres d'amour. Il appelle son association les Pallottins, dans laquelle il veut impliquer de manière responsable tous les gens dans l'« apostolat catholique », dans le sens d'un apostolat général et global. L'apostolat de la prière se répand dans toutes les couches sociales des fidèles catholiques, à tel point qu'en 1849, Pie IX en confie officiellement la responsabilité aux Jésuites, Rome se gardant la prérogative d'orienter les prières. Dans la seconde moitié du XIXe siècle, des associations catholiques émergent, axées sur la mission ecclésiale et sociale globale de leurs membres.
En 1905, l'Action catholique, qui vise à une organisation mondiale de l'apostolat des laïcs, est lancée par l'encyclique Il fermo proposito, rédigée par Pie X, où le pape demande que les laïcs catholiques s'investissent dans la cité afin de défendre la civilisation chrétienne dans toutes les structures de la société.
Après la Première Guerre mondiale, la lente déchristianisation de la société justifie de plus en plus un apostolat des laïcs, encouragé par Benoît XV, puis Pie XI. La Légion de Marie est fondée dans les années 1920 en tant que mouvement d’apostolat laïc au sein de l’Église catholique. Pie XII s'inscrit dans cette conception, l'apostolat des laïcs devant toujours se faire avec le clergé et dans le respect de la doctrine de l'Église.

### VaticanII
Le concile Vatican II des évêques de l’Église catholique a été considéré comme élevant les laïcs « de spectateurs passifs à membres impliqués ». C'est le premier concile dans l'histoire de l'Église catholique à aborder spécifiquement la place des laïcs dans la vie de l'Église. Avant le Concile, la plupart des laïcs étaient des spectateurs purement passifs à la messe (dite en latin) ; cette passivité caractérisait aussi leur approche de l'apostolat. Les organisations caritatives comme la Société de Saint-Vincent-de-Paul et les Chevaliers de Colomb en étaient les exceptions ; la tâche d'enseigner la foi était confiée presque entièrement aux prêtres et aux religieuses. Le décret Apostolicam Actuositatem du 18 novembre 1965, promulgué par Paul VI, vient consacrer plus fortement l'apostolat des laïcs, qui doit se développer dans toutes les catégories de la société avec les moyens de communications qu'elle offre, en accord avec la hiérarchie.
Paul VI crée le Conseil pontifical pour les laïcs après Vatican II. Depuis le concile, les laïcs catholiques exercent un leadership dans de nombreux apostolats, tels que l'organisation d'œuvres caritatives et de groupes de défense en faveur des pauvres et des opprimés. Avec un nombre décroissant de prêtres et de religieuses, ils assument également la responsabilité de l'éducation religieuse et occupent de plus en plus de postes administratifs dans les écoles catholiques. Le Conseil précise également que les parents sont les principaux éducateurs religieux de leurs enfants. Il enseigne que « l’emploi séculier des laïcs, loin d’être une distraction de leur vocation chrétienne, est leur principal moyen de se sanctifier, non seulement eux-mêmes mais aussi la société ».
En 2013, le cardinal Francis Arinze explique que les laïcs « …sont appelés par le baptême à témoigner du Christ dans la sphère séculière de la vie ; c'est-à-dire dans la famille, dans le travail et les loisirs, dans la science et la culture, dans la politique et le gouvernement, dans le commerce et les médias, ainsi que dans les relations nationales et internationales. » Francis Arinze note qu'il y a beaucoup de choses que les individus peuvent accomplir tranquillement pour Christ sans appartenir à une association particulière. Mais il précise que dans d’autres cas, les organisations sont plus efficaces pour relever des défis qui dépassent les capacités d’une seule personne.

### François
Le pape François critique le cléricalisme et souligne que tous sont « un seul et saint Peuple de Dieu ». Il souligne que « l'heure des laïcs » est arrivée et affirme que le cléricalisme répandu dans l'Église « conduit à la fonctionnalisation des laïcs, en les traitant comme des messagers ».
En novembre 2019, le pape François s'est adressé au nouveau dicastère pour les laïcs, la famille et la vie lors de sa première assemblée plénière qui avait pour thème « Les fidèles laïcs, identité et mission dans le monde ». Il les a exhortés à utiliser leurs talents de « disciples missionnaires » pour relever les différents défis de l'Église entière et du monde, pour être des « signes visibles » de la présence du Christ dans chaque environnement. Il a mis en garde contre la « cléricalisation des laïcs » : « Éloignez les diacres de l’autel. …Ce sont les gardiens du service, et non des enfants de chœur de première classe ou des prêtres de seconde classe. »
Dans sa première exhortation apostolique en tant que pape, il avait intitulé une section « Nous sommes tous des disciples missionnaires » et il est revenu sept fois sur ce terme dans cette exhortation. Il a également souligné que « En vérité, les laïcs qui ont une formation chrétienne authentique n'ont pas besoin d'un « évêque-pilote » ou d'un « monseigneur-pilote », ni d'un apport clérical pour assumer leurs propres responsabilités, à tous les niveaux : du politique au social, de l'économique au législatif! » Il a appelé les évêques à encourager les apostolats laïcs.